# Пачалия, Шарах Абзегович
Шара́х Абза́гович Пача́лия (20 мая 1914 — ноябрь 2000) — абхазский, советский актёр театра и кино, театральный режиссёр, драматург. Народный артист СССР (1982). Один из первых деятелей абхазского национального профессионального театра.

## Биография
Родился 20 мая 1914 года в селе Аацы (ныне в Гудаутском районе, Абхазия).
В 1931 году окончил драматическую студию в Сухуми, учился у В. И. Домогарова и К. Ф. Дзидзария. В 1939 году окончил театральную студию при Тбилисском театре им. Ш. Руставели.
В 1931—1961 годах и с 1966 года — актёр и режиссёр Абхазского драматического театра им. С. Я. Чанба. С 1976 по 1988 год — директор этого театра. Сыграл более 150 разноплановых ролей.
В начале 1960-х несколько лет работал главным режиссёром Удмуртского драматического театра в Ижевске, руководил театром шахтёров в Ткварчели.
При помощи Г. Д. Гулиа, работавшего начальником комитета по делам искусства Абхазии, окончил режиссёрские курсы при ГИТИСе у И. М. Раевского в Москве.
Был художественным руководителем Абхазской государственной филармонии. В 1970-е годы — один из основателей театра миниатюр «Чарирама» при филармонии, а также Театра одного актёра, где сам выступал с моноспектаклями. В репертуаре произведения Д. Гулиа, Б. Шинкуба, И. Папаскири, М. Лакербая, Г. Гулиа, Ш. Чкадуа, А. Аргун, П. Бебиа, Д. Ахуба, Н. Хашиг, А. Возба и др.
Основатель и бессменный руководитель Ткуарчалского абхазского государственного театра комедии.
Автор несколько пьес: «Большая свадьба» (1942), «Гунда» (1957), «Бессмертные», «Всесильный Мазлоу», «Погибшее село», «Салуман» и др. Комедия «Гунда» была поставлена на сцене Закарпатского украинского музыкально-драматического театра в Ужгороде. Автор двух книг: «Моя профессия» и «Путь актёра».
Умер в ноябре 2000 года в Сухуми. Похоронен в Сухумском пантеоне писателей и общественных деятелей Абхазии.

## Звания и награды
- Народный артист Абхазской АССР (1940)
- Народный артист Грузинской ССР (1955)
- Народный артист СССР (1982)
- Ордена[2]
- Медали
- Спектакль «Махаджиры» С. Чанбы в постановке Ш. Пачалиа был признан одним из лучших на Всесоюзном фестивале народных театров и отмечен премией (1962).

## Творчество

### Роли в театре
- 1931 — «Киараз» С. Чанбы — Гедлач
- 1941 — «Отелло» У. Шекспира — Яго
- 1984 — «Король Лир» У. Шекспира — Король Лир
- «Скала героев» Г. Гулиа — Мушаг[1]
- «Махаджиры» С. Чанбы — Батал
- «Инапха Киагуа» М. Кове — Киагуа
- «Данакай» М. Лакербая — Данакай
- «Потомок Гечей» М. Лакербая — Адамур
- «В овраге Сабыды» М. Лакербая — Дзикур
- «Перед восходом солнца» Г. Габуниа — Алиас
- «Большая земля» К. Агумаа — Тариел
- «Чёрные гости» Г. Гулиа — Даур
- «Песня о скале» Б. Шинкубы — Хаджарат Кяхба
- «Сейдык» А. Аргуна и М. Мархолиа — Сейдык
- «Когда все двери открыты» А. Мукбы — Дамей
- «Алоу сердится» Ш. Чкадуа — Алоу
- «Салуман» Ш. Пачалиа — Салуман
- «Бессмертные» Ш. Пачалиа — Харазиа
- «Гунда» Ш. Пачалиа — Гунда
- «Последний из ушедших» Б. Шинкубы — Хамырза
- «Четвертое марта» Ш. Аджинджала — Ленин
- «Похищении луны» К. Гамсахурдия — Кац
- «Ревизор» Н. Гоголя — Осип
- «Овечий источник» Л. де Веги — Эстеван
- «Коварство и любовь» Ф. Шиллера — Фердинанд
- «Доходное место» А. Островского — Вышневский
- «Без вины виноватые» А. Островского — Незнамов
- «Медея» Еврипида — Ясон
- «Дон Карлос» Ф. Шиллера — Филипп
- «Анзор» С. Шаншиашвили — Анзор
- «Гибель эскадры» А. Корнейчука — Гайдай
- «Жених» М. Шавлохова — Уаханаз
- «Ханума» А. Цагарели — Вано
- «Люди доброй воли» Г. Мдивани — Чорде
- «Камни в печени» А. Макаёнка — Горошко
- «Чудак» Н. Хикмета — Ахмед
- «Вновь цветёт» Г. Гублиа — Шханыква
- «Кремлёвские куранты» Н. Погодина — Рыбаков
- «Дуэль» Ф. Искандера — Байджиев
- «Зубная боль» А. Ласурия — Назибей
- «Премия» А. Гельмана — секретарь парткома.

### Постановки в театре
- 1939 — «1866 год» Г. Гулиа и Н. Микавы[1]
- 1940 — «Потомок Гечей» М. Лакербая
- 1941 — «Жених» М. Шавлохова
- 1941 — «В овраге Сабыды» М. Лакербая
- 1943 — «Без вины виноватые» А. Островского
- 1947 — «Коварство и любовь» Ф. Шиллера
- 1953 — «Гибель эскадры» А. Корнейчука
- 1955 — «Отелло» У. Шекспира
- 1957 — «Измена» А. Сумбатова-Южина
- 1958 — «Семья преступника» П. Джакометти
- 1959 — «Призраки» Д. Гулиа
- 1966 — «Деревенская девушка» К. Буачидзе
- «Моя лучшая роль» М. Лакербая
- «Семья Волковых» А. Давурина
- «Скала героев» Г. Гулиа
- «Ханума» А. А. Цагарели
- «Большая земля» К. Агумаа
- «За тех, кто в море» Б. Лавренёв
- «Аламыс» А. Мукбы
- «Гунда» Ш. Пачалиа
- «Всесильный Мазлоу» Ш. Пачалиа
- «Салуман» Ш. Пачалиа
- «Искренняя любовь» А. Ласуриа
- «Аршин мал алан» У. Гаджибекова
- «Вновь цветёт» Г. Гублиа
- «Отказываюсь от престола» А. Аргуна

### Фильмография
- 1974 — Белый башлык — старец Еслан
- 1975 — У самого Чёрного моря — эпизод
- 1977 — В ночь на новолуние — Гедлач
- 1986 — Чегемский детектив — председатель

## Память
- С 2005 года Ткуарчалский театр комедии носит имя Шараха Пачалия[3]
- 1 апреля 2006 года в Абхазском государственном драматическом театре состоялась торжественная церемония открытия бронзовых бюстов выдающихся мастеров сцены — народного артиста СССР Шараха Пачалия и народных артистов Абхазии Азиза Агрба, Минадоры Зухба и Леварсы Касландзия. Бюсты установлены в нишах фасада театра[4].